# Jamaica en los Juegos Paralímpicos de Sídney 2000
Jamaica estuvo representada en los Juegos Paralímpicos de Sídney 2000 por cinco deportistas, tres hombres y dos mujeres. El equipo paralímpico jamaicano no obtuvo ninguna medalla en estos Juegos.